# Monastirs universitet
Monastirs universitet (arabiska: جامعة المنستير) är ett tunisiskt universitet i Monastir. 